# Finala Campionatului Mondial de Fotbal 2026
Finala Campionatului Mondial de Fotbal din 2026 nu a avut loc încă, deoarece turneul se va desfășura între 11 iunie și 19 iulie 2026. Campionatul Mondial de Fotbal 2026 va fi găzduit de trei țări: Statele Unite, Canada și Mexic. Aceasta va fi prima ediție a turneului cu 48 de echipe participante, față de 32 în edițiile anterioare.